# ریالپ
ریالپ (به اسپانیایی: Rialp) یک منطقهٔ مسکونی در اسپانیا است که در پالارس سوبیرا واقع شده‌است. ریالپ ۶۳٫۳ کیلومتر مربع مساحت دارد.